# Alfredo Casella
Alfredo Casella (Turín, 25 de julio de 1883 - Roma, 5 de marzo de 1947) fue un compositor, pianista y director de orquesta italiano.

## Biografía
Alfredo Casella nació en Turín en 1883, en el seno de una familia con gran tradición musical: su abuelo, que fue amigo de Paganini, era primer violonchelo en el Teatro San Carlo de Lisboa y actuaba en ocasiones como solista en la Capilla Real en Turín; su padre, Carlo, y dos de sus tíos, Cesare y Gioacchino, eran destacados chelistas profesionales; su madre, era pianista, y ella fue quien dio a Alfredo sus primeras lecciones. Casella ingresó en 1896, a los trece años, en el Conservatorio de París para estudiar piano con Louis Diémer y composición musical con Gabriel Fauré, en una clase en la que Enesco y Ravel eran sus ayudantes. Durante este período parisino conoció a Claude Debussy, Manuel de Falla e Igor Stravinsky y también estuvo en contacto con Busoni, Mahler, y Richard Strauss. Casella desarrolló en esos años una gran admiración por Debussy, sobre todo después de asistir a una interpretación en 1898 del Prélude à l'après-midi d'un faune. Esta admiración sin embargo, no se trasladó a su propia escritura, que en ese momento perseguía una vena más romántica, cercana a Richard Strauss y Mahler, y que después se acercaría al impresionismo. De esa época son su primera Sinfonía (1905) —una obra con la que Casella también debutó como director de orquesta cuando dirigió el estreno en Montecarlo en 1908— e Italia (1909), una rapsodia para gran orquesta en la que recreó melodías tradicionales sicilianas y napolitanas.
Casella regresó a Italia durante la I Guerra Mundial y comenzó a enseñar piano en la Accademia Nazionale di Santa Cecilia en Roma. Casella era un virtuoso pianista, uno de los más conocidos de su generación, y comenzó a realizar giras de concierto. Sus actuaciones fueron inspiración de alguna de sus obras, como las Nove Pezzi (1914), la Sonatina in tre tempi (1916) y A Notte Alta (1917), todas para piano. (Casella siguió componiendo para el piano durante toda su carrera, siendo la última de sus obras para el instrumento los Seis estudios, Op. 70, de 1942-44). 
Casella también protagonizó para el sistema «Aeolian Duo-Art» algunas grabaciones en vivo como pianista, cuyos rollos aún sobreviven y pueden ser escuchados.
En 1923, junto con Gabriele D'Annunzio y Gian Francesco Malipiero, fundó una asociación para promover la difusión de la música italiana moderna, la «Corporazione delle Nuove Musiche». Al año siguiente, el 19 de noviembre, Casella tuvo su mayor éxito con el estreno en los Champs-Elysées de París de su ballet La Giara (1924), basado en un argumento de Luigi Pirandello. Le siguieron luego otras obras orquestales, como la Partita (1924-25) y Scarlattiana (1926), ambas para piano y orquesta; el Concerto romano (1926), para órgano, metales, timbal, cuerda y orquesta; el Concierto de violín (1928); el Concierto de violoncelo (1934-35); y la Paganiniana, un divertimento para orquesta (1942). 
En 1930, con Arturo Bonucci (violonchelo) y Alberto Poltronieri (violín), formó el «Trío Italiano», con el que actuó con gran éxito por toda Europa y los EE. UU. Para esas giras con el trío escribió algunas obras, como el Concerto triple 1933) y una Sonata a Tre (1938). Entre sus obras de cámara son de destacar dos Sonatas para violoncelo y piano (1906 y 1926) —que aún se tocan con cierta frecuencia—, varias obras para flauta y piano, como la Barcarola e scherzo (1903) y Sicilienne et Burlesque (1914), y la tardía y muy hermosa Sonata para arpa (1943). 
Casella escribió muchas poemas, algún libreto para ópera y letras para canciones, como el ciclo para voz y piano L'Adieu à la vie (1915) basado en poemas de Rabindranath Tagore (que en 1913 había recibido el Premio Nobel de literatura).

## Su música
Casella forma parte de la «generazione dell'ottanta» (generación de los 80), una generación de compositores nacidos alrededor de 1880 —la primera generación post Puccini que, además de Casella, incluye a Alfano, Gian Francesco Malipiero, Pizzetti, y Respighi— que se centraban sobre todo en las obras orquestales e instrumentales, dejando el género operístico en manos de Puccini y sus seguidores, en el que fueron verdaderos especialistas. Los miembros de esta generación se convertirán a la muerte de Puccini en 1924 en las figuras dominantes de la música italiana, y también tendrán su correlato en la literatura y pintura italianas. Casella fue quizás el “más internacional” en cuanto a influencias estilísticas de la generación de los 80, debido en parte a su temprana formación musical en París y al círculo en que vivió y trabajó allí. Casella, que era un apasionado de la pintura, acumuló a lo largo de su vida una importante colección de arte y de escultura.

## Musicólogo
Alfredo Casella realizó una importante labor como musicólogo y a él se debe la realización de la revisión crítica de numerosas obras para piano, como la edición de las 32 sonatas de Beethoven; del El clave bien temperado y el Concerto Italiano de Bach; de numerosas obras de Chopin y de otros compositores. Muchas de estas ediciones críticas fueron publicadas por «Ricordi» y «dalla Curci» y algunas aún forman parte del material de estudio de la enseñanza pianística en los conservatorios italianos.
A Casella se debe, en gran parte, la resurrección en el siglo XX de las obras de Vivaldi, ya que en 1939 organizó en Siena, en septiembre, la ahora histórica «Semana de Vivaldi», en la que el poeta Ezra Pound también participó. Desde ese momento, las composiciones de Vivaldi han gozado de un éxito casi universal y el advenimiento de las «interpretaciones históricas» lo ha catapultado al estrellato de nuevo. En 1947, Antonio Fanna, un hombre de negocios veneciano, fundó el Istituto Italiano Antonio Vivaldi, con el compositor Gian Francesco Malipiero como su director artístico, con el propósito de promover la música de Vivaldi y realizar nuevas ediciones de sus obras. El trabajo de Casella en favor de los compositores barrocos italianos y su estudio, lo situaron en el centro del renacimiento musical del primer neoclasicismo, e influyo en sus propias composiciones en profundidad.
En 1939 también realizó la edición de un importante manual sobre piano. Casella escribió su propia autobiografía, «I segreti della Giara» (1941), una obra muy útil para profundizar en las relaciones -no siempre fáciles- entre los músicos y los ambientes culturales de principios de siglo.
Una divertida anécdota recordada a menudo a propósito de Alfredo Casella es la siguiente. El compositor, muy querido y admirado por todos, aconstumbraba caminar siempre muy de prisa, con lo mirada hacia abajo, mirando el terreno: un'aria quasi truce. Un día fue abordado por un admirador que resolvió abordarlo abiertamente así: «Perché, Maestro, va sempre così di corsa? Noi, da lei, vogliamo la vita, non la borsa...».

## Catálogo de obras
| Año     | Opus       | Obra | Tipo de obra                      | Duración |
| ------- | ---------- | --- | --------------------------------- | -------- |
| 1902    | Opus 01    | Pavana, para piano. | Música solista (piano)            |          |
| 1902-03 | Opus 02    | [5] Lyriques, Op. 2, para voz y piano. (la n.º 1 también orquestada). | Música vocal (piano)              |          |
| 1903    | Opus       | Nuageries [Jean Richepin], para voz y piano. | Música vocal                      |          |
| 1903    | Opus 03    | Variazioni su una ciaccona, para piano. | Música solista (piano)            |          |
| 1903    | Opus 04    | Barcarola e scherzo, para flauta y piano. | Música instrumental (dúo)         | 09:20    |
| 1903    | Opus 07    | La cloche fêlée [Baudelaire], para voz y piano (también orquestada). | Música vocal (piano)              | 05:00    |
| 1904    | Opus 06    | Toccata, para piano. | Música solista (piano)            |          |
| 1905    | Opus 09    | Trois Lyriques [Albert Samain, Baudelaire, Verlaine], para voz y piano (dos n.º también orquestados). | Música vocal (piano)              | 09:00    |
| 1905-06 | Opus 05    | Sinfonía n.º 1. | Música orquestal (sinfonía)       |          |
| 1906    | Opus 08    | Sonata n.º 1, para violonchelo y piano. (impresa como op. 6) | Música instrumental (dúo)         |          |
| 1907    | s. op.     | Orquestación de Balakirev: Islamey |                                   |          |
| 1908    | Opus 10    | Sarabanda, para piano (orig. para arpa cromática). | Música solista (piano)            |          |
| 1908-09 | Opus 12    | Sinfonía n.º 2. | Música orquestal (sinfonía)       |          |
| 1909    | Opus 11    | Italia, rapsodia para gran orquesta. (usa melodías sicilianas y napolitanas tradicionales). | Música orquestal                  | 19:00    |
| 1909    | Opus 14    | Berceuse triste, para piano (orig. para arpa cromática). | Música solista (piano)            |          |
| 1909    | s. op.     | Notturnino, para piano. | Música solista (piano)            |          |
| 1909-10 | Opus 13    | Suite in C major, à Jean Huré, para orquesta. [movimiento central según la Sarabande, op. 10] | Música orquestal                  | 13:00    |
| 1910    | Opus 15    | Barcarola, para piano. | Música solista (piano)            |          |
| 1910    | Opus 16    | Sonnet [P. de Ronsard], para voz y piano. | Música vocal (piano)              | 04:00    |
| 1911    | Opus 17    | À la manière de..., Prima Seria, Op. 17, para piano (en colaboración con Ravel). | Música solista (piano)            |          |
| 1912-13 | Opus 18    | La Couvent sur l'Eau (Il Convento Veneziano) (J.-L. Vaudoyer), ballet. (estreno: Milán, Scala, 7 Feb 1925) | Música escénica (ballet)          |          |
| 1912-14 | Opus 19    | Le Couvent sur l'Eau. Suite de ballet. Cinque Frammenti Sinfonici para soprano y orquesta. | Música orquestal                  | 20:00    |
| 1912    | Opus 22    | Deux chansons anciennes, para voz y piano. | Música vocal (piano)              | 06:00    |
| 1913    | Opus 20    | Notte di Maggio (dalle "Rime nuove" di G. Carducci), para una voz (ms o br) y orquesta. | Música vocal (orquesta)           | 12:00    |
| 1913    | Opus 21    | Due Canti [I. Pianto antico. - II. Il bove] (G. Carducci). | Música vocal                      |          |
| 1914    | Opus 23    | Sicilienne et Burlesque, para flauta y piano. | Música instrumental (dúo)         | 08:40    |
| 1914    | Opus 23bis | Sicilienne et Burlesque, para piano, violín y violonchelo. | Música instrumental (trío)        |          |
| 1914    | Opus 23ter | Sicilienne et Burlesque, para flauta y orquesta. | Música orquestal (concertante)    |          |
| 1914    | Opus 24    | Nove Pezzi, para piano. | Música solista (piano)            | 28:30    |
| 1914    | Opus 17bis | À la manière de..., Seconda Seria, Op. 17bis, para piano. | Música solista (piano)            |          |
| 1915    | Opus 25    | Pagine di Guerra. Quattro `films' musicali, para piano a cuatro manos. | Música solista (2 pianos)         |          |
| 1915    | Opus 26    | L'Adieu a la Vie, para voz y piano. | Música vocal (piano)              |          |
| 1915    | Opus 27    | Pupazzetti. Cinque pezzi facili per pianoforte a quattro mani [Monigotes, 5 piezas fáciles para piano a cuatro manos] (rev. 1920))                                                                                           | Música solista (2 pianos)         | 22:00    |
| 1916    | Opus 27a   | Pupazzetti, para nueve instrumentos (o chamber orchestra) | Música instrumental               | 07:00    |
| 1916    | s. op.     | Sonatina in tre tempi, para piano. | Música solista (piano)            |          |
| 1916    | Opus 28    | Sonatina, para piano. | Música solista (piano)            | 10:30    |
| 1916    | Opus 29    | Elegía Eroica, para orquesta. | Música orquestal                  | 12:00    |
| 1916-18 | Opus 31    | Due Contrasti, para piano. | Música solista (piano)            | 02:30    |
| 1917    | Opus 30    | A notte alta, para piano. | Música solista (piano)            | 12:00    |
| 1918    | s. op.     | Cocktail's dance, para piano. | Música solista (piano)            |          |
| 1918    | Opus 27bis | Pupazzetti, para orquesta. | Música orquestal                  |          |
| 1918    | Opus 25bis | Pagine di Guerra (arr. del dueto para piano, con una quinta pieza], para orquesta. | Música orquestal                  |          |
| 1918    | Opus 32    | Inezie, 3 piezas fáciles para piano. | Música solista (piano)            | 04:40    |
| 1918    | Opus 33    | Prelude, Valse et ragtime, para pianola (o piano). | Música solista (piano)            |          |
| 1920    | Opus 34    | Cinque pezzi per quartetto d'archi [1. Preludio 2. Ninna-nanna. 3. Valse ridicule 4. Notturno. 5. Fox-trot] | Música de cámara (cuarteto)       |          |
| 1920    | Opus 35    | Undici Pezzi Infantili, para piano. [N.º1 Preludio. N.º2 Vals diatónico. N.º3 Canone. N.º4 Bolero. N.º5 Omaggio a Clementi. N.º6 Siciliana. N.º7 Giga. N.º8 Minueto y Mussette. N.º9 Carillon. N.º10 Berceuse. N.º11 Galop.] | Música solista (piano)            | 11:10    |
| 1921    | Opus 30bis | A Notte Alta, for Piano and Orchestra, Op. 30bis (1921) | Música orquestal (concertante)    |          |
| 1923    | Opus 36    | Tre Canzoni Trecentesche [Cino da Pistoia], para voz y piano | Música vocal (piano)              | 08:00    |
| 1923    | Opus 37    | La sera fiesolana. Laude [D'Annunzio], para soprano y piano. | Música vocal (piano)              |          |
| 1923    | Opus 38    | Quattro Favole Romanesche [Trilusso], para voz y piano. | Música vocal (piano)              | 10:00    |
| 1923    | Opus 39    | Due Liriche (da Lo specchio di R. Olkienzkaia-Naldi) [I. La voluttà. II. La danza], para voz y piano. | Música vocal (piano)              |          |
| 1923-24 | Opus 40    | Concerto per quartetto d'archi e orchestra op.40 (1923-1924) | Música orquestal (concierto)      | 28:00    |
| 1923-24 | Opus 40bis | Concerto per Archi, Op. 40bis (1923-4) | Música orquestal                  |          |
| 1924    | Opus 41    | La Giara [La tinaja] (Pirandello), ballet (Paris, Champs-Elysées, 19 Nov 1924). | Música escénica (ballet)          | 40:00    |
| 1924    | Opus 41bis | La Giara, Suite Sinfonica. | Música orquestal                  | 18:00    |
| 1924-25 | Opus 42    | Partita, para piano y orquesta. | Música orquestal (concertante)    | 22:00    |
| 1926    | Opus 43    | Concerto romano, para órgano, metales, timbal, cuerda y orquesta. | Música orquestal (concierto)      | 38:00    |
| 1926    | Opus 44    | Scarlattiana, suite para piano y orquesta [after D. Scarlatti]. | Música orquestal (concertante)    | 25:00    |
| 1926    | Opus 44bis | Minuet de la `Scarlattiana', para violín y piano. | Música instrumental (dúo)         |          |
| 1926    | Opus 45    | Sonata n.º 2 in do maggiore, para violonchelo y piano. | Música instrumental (dúo)         |          |
| 1926    | Opus 26bis | L'Adieu a la Vie. Quattro Liriche Funebri per Soprano ed Orchestra da Camera dal `Gitanjali' di R. Tagore [Trans. A. Gide]                                                                                                   | Música vocal                      |          |
| 1927    | Opus 46    | Serenata per cinque instrumenti (clarinete, fagot, trompeta, violín y violonchelo). | Música instrumental               | 25:00    |
| 1927    | Opus 46a   | Cavatina y gavota, dalla Serenata, para violín y piano. | Música instrumental (dúo)         | 07:30    |
| 1928    | Opus 41bis | Preludio y Danza Siciliana de La Giara, para violín y piano. | Música instrumental (dúo)         |          |
| 1929    | s. op.     | Tre Vocalizzi, para voz y piano. | Música vocal (piano)              |          |
| 1928    | Opus 47    | Due canzoni popolari italiane, para piano. | Música solista (piano)            |          |
| 1928    | Opus 48    | Concerto in la minore per violino e orchestra (Mosca, 1928) | Música orquestal (concierto)      | 30:00    |
| 1928-31 | Opus 50    | La Donna Serpente (C.V. Ludovici según C. Gozzi), ópera (Roma, 17 de marzo de 1932). | Música escénica (ópera)           |          |
| 1928-31 | Opus 50bis | La Donna Serpente, Frammenti Sinfonici Seria I, Op. 50bis (1928-31) | Música orquestal                  | 15:00    |
| 1928-31 | Opus 50ter | La Donna Serpente, Frammenti Sinfonici Seria II, Op. 50ter (1928-31) | Música orquestal                  | 15:00    |
| 1929-30 | Opus 49    | Marcia Rustica (no publicada, ¿perdida?) | Música orquestal                  |          |
| 1930    | Opus 46bis | Serenata per piccola orchestra. (arr. de la op. 46, sin el 2º mov). | Música orquestal                  | 22:00    |
| 1932    | Opus 51    | La Favola d'Orfeo (C. Pavolini según A. Poliziano), ópera de cámara. (Venecia, Goldoni, 6 de septiembre de 1932) | Música escénica (ópera)           |          |
| 1932    | Opus 52    | Due ricercari sul nome B-A-C-H, para piano. | Música solista (piano)            |          |
| 1932    | Opus 53    | Sinfonía, para clarinete, trompeta, violonchelo y piano. | Música instrumental               | 07:30    |
| 1934    | Opus 54    | Notturno e Tarantella, para violonchelo y orquesta. [según 2 de las Tre vocalizzi]. | Música instrumental (concertante) |          |
| 1933    | Opus 55    | Introduzione, aria e toccata, para orquesta. | Música orquestal                  |          |
| 1933    | Opus 56    | Triplo concerto per violino, violonchelo e pianoforte op.56 (Berlín, 1933) | Música orquestal (sinfonía)       |          |
| 1933    | Opus 57    | Introduzione, Corale e Marcia, Op. 57 (1931-5) para banda, piano, double basses y percusión. | Música orquestal                  |          |
| 1934-35 | Opus 58    | Concierto para violonchelo y orquesta. | Música orquestal (concierto)      | 18:00    |
| 1936    | Opus 59    | Sinfonía, arioso e toccata, para piano. | Música solista (piano)            |          |
| 1937    | Opus 60    | Il Deserto Tentato (Pavolini) Mistero in Un Atto. (Florencia, Comunale, 19 de mayo de 1937) | Música escénica (oratorio)        |          |
| 1937    | Opus 61    | Concerto per orchestra in due tempi. | Música orquestal (concierto)      | 28:00    |
| 1937    | s. op.     | Canto e ballo sardo, con orquesta de cámara | Música orquestal                  | 08:00    |
| 1937    | s. op.     | Fox Trot for Piano 4 hands [arr. of no.5 of op.34, str qt] | Música solista (piano)            |          |
| 1938    | Opus 62    | Sonata a Tre (Piano Trio), Op. 62 (1938) | Música instrumental (trío)        | 25:00    |
| 1939-40 | Opus 63    | Sinfonía n.º 3 op. 63 (Chicago) (manuscrito) | Música orquestal (sinfonía)       | 40:00    |
| 1940    | Opus 64    | La Camera dei Disegni (Balletto per Fulvia), ballet. (Roma, Arti, 28 nov. 1940) [parcialmente de las 11 pezzi infantili] | Música escénica (ballet)          | 15:00    |
| 1940    | Opus 64a   | Divertimento per Fulvia, suite. | Música orquestal                  | 14:00    |
| 1942    | s. op.     | Ricercare sul Nome Guido M. Gatti, para piano. | Música solista (piano)            |          |
| 1942    | Opus       | Studio Sulle Terze Maggiori, para piano. | Música solista (piano)            |          |
| 1942    | Opus 65    | Paganiniana, divertimento per orchestra. | Música orquestal                  | 19:00    |
| 1942-44 | Opus 70    | 6 studi op. 70, para piano. | Música solista (piano)            |          |
| 1943    | Opus 66    | Tre Canti Sacri (Bible, liturgy), para barítono y órgano. | Música vocal                      |          |
| 1943    | Opus 66bis | Tre Canti Sacri, para barítono y pequeña orquesta. | Música vocal (orquesta)           |          |
| 1943    | Opus 67    | La Rosa del Sogno (parcialmente según Paganiniana), ballet. (Roma, Opera, 16 de marzo de 1943) | Música escénica (ballet)          | 46:00    |
| 1943    | Opus 67    | La Rosa del sogno, suite de ballet. | Música orquestal                  | 18:00    |
| 1943    | Opus 68    | Sonata per arpa. | Música solista (arpa)             |          |
| 1943    | Opus 69    | Concerto per pianoforte, archi e percussione. | Música orquestal (concierto)      | 16:00    |
| 1944    | Opus 71    | Missa Solemnis Pro Pace, para solistas, coro y orquesta. | Música coral (orquesta)           | 60:00    |

### Escritos
- The Evolution of Music Throughout the History of the Perfect Cadence (Londres, 1924).
- Igor Strawinsky (Roma, 1926; nueva edición Roma, Castelvecchi 2016, editado por Benedetta Saglietti y Giangiorgio Satragni).
- ...21 + 26, an Autobiography (Roma, 1931).
- Il Pianoforte (Roma-Milán, 1937).
- La Técnica dell'Orchestra Contemporanea (Roma y Nueva York, 1950).
- I Segreti della Giara, Original Italian Edition of Casella's Autobiography (Florencia, 1941, nueva edición Milano, Il Saggiatore 2016).
- Music in My Time, Autobiography, English Edition by Spencer Norton (Norman, Oklahoma, 1955).
- Y muchos artículos el revistas y diarios musicales.